# Информальное образование
Информальное образование является общим термином для образования за пределами стандартной образовательной среды — индивидуальная познавательная деятельность, сопровождающая повседневную жизнь и не обязательно носящая целенаправленный характер; спонтанное образование, реализующееся за счёт собственной активности индивидов в окружающей его культурно-образовательной среде; общение, чтение, посещение учреждений культуры, путешествия, средства массовой информации и т. д., когда взрослый превращает образовательные потенциалы общества в действенные факторы своего развития, результат повседневной рабочей, семейной и досуговой деятельности, не имеет определенной структуры.
Оно может относиться к различным формам альтернативного образования, такие как: самообучение, молодёжная работа, участие в молодёжных движениях, волонтёрское движение, СМИ (включая телевидение, видео игры, журналы и т. д.), музеи, библиотеки, зоопарки, и т. д. Неофициальные педагоги работают во многих областях с отдельными лицами и группами, которые хотят заниматься с ними.
Термин «информальное образование» чаще применяется в работах теоретиков в области общих проблем образования, чем в практической работе. Основным отличием информального образования от формального и неформального заключается в том, что процесс приобретения знаний протекает не в учреждениях системы образования, а в прочих социальных институтах (в семье, на работе, в прочих формальных и неформальных объединениях). Процесс является многоплановым, а его структура совпадает со структурой жизнедеятельности человека. Несмотря на отсутствие систематизации видов информального образования, к основным видам относятся обучение методом проб и ошибок, стихийное самообразование, взаимообучение в ходе совместной работы, получение информации из СМИ, работа под руководством опытного специалиста, занятие любительской художественной деятельностью и прочие.